# Pfeil (Schiff, 1884)
Die Pfeil war ein Aviso, ab 1899 als Kleiner Kreuzer klassifiziert, der Kaiserlichen Marine und gehörte der Blitz-Klasse an. Das Schiff entstand unter dem Amtsentwurf 1879.
Die Aufgaben eines Avisos sah man damals in dem Führen von größeren Torpedobootsverbänden und in der Abwehr solcher Fahrzeuge. Avisos sollten ebenso als Aufklärungsschiff agieren und (in Zeiten vor Einführung der drahtlosen Telegraphie) als Depeschenboote oder Signalwiederholer fungieren. Zudem waren sie als Torpedokreuzer vorgesehen.

## Geschichte
Die Pfeil wurde im Gegensatz zu ihrem Schwesterschiff Blitz trotz gleicher Bau- und Stapellaufzeiten erst im November 1884 für die Probefahrten in Dienst gestellt. Es folgten bis 1888 die üblichen jährlichen In- bzw. Außerdienststellungen für die Übungs- oder Manöverflotte – jedoch nie in ihrer originären Aufgabe als Führerboot von Torpedobootsverbänden bzw. Torpedokreuzer. In diesem Jahr wurde sie am 12. November anlässlich des sogenannten Araberaufstandes in der soeben proklamierten Kolonie Deutsch-Ostafrika außerplanmäßig wieder in Dienst gestellt. Die Ausreise dorthin wurde kurzzeitig unterbrochen, als das Schiff zur Beseitigung von Sturmschäden Plymouth anlaufen musste. Verspätet traf sie deshalb erst am 4. Januar 1889 und wurde umgehend in das Ostafrikanische Geschwader, bestehend aus Leipzig, Carola, Olga, Sophie und Möwe eingereiht und zur Blockade der Küste herangezogen. Hierbei nahm sie vor allem Schiffskontrollen vor und griff gelegentlich mit einem Landungskorps in die Kämpfe an Land ein. Da sich das Schiff nur bedingt für einen Einsatz in den Tropen eignete – die gesundheitlichen Bedingungen waren wegen unzureichender Ventilation für die Heizer in den Maschinenräumen sehr kräftezehrend – wurde die Pfeil am 29. September 1889 detachiert und in die Heimat entlassen. Nach der Ankunft am 6. Dezember wurde der Aviso zum 13. Dezember 1889 in Wilhelmshaven außer Dienst gestellt. Im April 1890 wurde sie für den üblichen Flottendienst wieder in Dienst gestellt und nahm bis 1895 an den jährlichen Manövern teil. Während dieser Zeit erfolgte 1892 die Umrüstung auf moderne Schnellfeuergeschütze und die Entfernung der Hilfsbesegelung. Den Dienst als Aviso beendete das Schiff 1897 und fuhr seitdem als Maschinenschulschiff. Seit 1900 wurde die Pfeil als Fischereischutzschiff eingesetzt, gelegentlich unterbrochen von Manövern, in denen sie als Aviso oder als Tender agierte. Zum 18. Dezember 1910 wurde die Pfeil als Spezialschiff umklassifiziert und diente im Lehrgeschwader.
Für den veralteten Aviso wurde im Jahr 1905 als Ersatz bei der Kaiserlichen Werft in Danzig die spätere Emden in Auftrag gegeben.

## Einsätze im Ersten Weltkrieg
- Mit Beginn des Ersten Weltkriegs fungierte die Pfeil als Tender für das II. und später für das IV. Geschwader der Hochseeflotte, zugleich diente sie im Küstenschutz bei der Hafenflottille der Elbe.
- Ausscheiden aus dem Sicherungsdienst zum 28. Juni 1915 und Übertritt zur U-Boot-Schule.
- Dienst als Übungsschiff bis Kriegsende bei der U-Boot-Schule.

Die Pfeil wurde – trotz ihres hohen Alters von 36 Jahren – erst am 16. Februar 1922 aus der Liste der Kriegsschiffe gestrichen und in Wilhelmshaven abgewrackt.

## Kommandanten
25. November 1884 bis 9. Dezember 1884 (Probefahrten)
- Kapitänleutnant Ludwig Borckenhagen

22. Juni 1885 bis 5. Oktober 1885
- Korvettenkapitän Armand von Erhardt

3. Mai 1887 bis 16. September 1887
- Korvettenkapitän Eduard Hartog

12. November 1888 bis 13. Dezember 1889
- Korvettenkapitän Oskar Herbing: von November 1888 bis April 1889
- Korvettenkapitän Fritz Draeger: von April 1889 bis Dezember 1889

1. April 1890 bis 8. März 1892
- Korvettenkapitän Ferdinand Lavaud: von April 1890 bis April 1891

- Korvettenkapitän Ludwig Borckenhagen: von April 1891 bis März 1892

3. April 1894 bis 18. Dezember 1895
- Korvettenkapitän Friedrich Vüllers: vom April 1894 bis Januar 1895
- Korvettenkapitän Friedrich Follenius: von Januar 1895 bis April 1895
- Korvettenkapitän Gustav Palmgren: April 1895 bis Oktober 1895
- Korvettenkapitän Guido von Usedom: von Oktober 1895 bis Dezember 1895

3. August 1897 bis 21. September 1898
- Korvettenkapitän Friedrich Gerstung: von August 1897 bis Mai 1898
- Korvettenkapitän Adolph Josephi: von Mai 1898 bis September 1898

16. März 1900 bis 29. September 1900
- Kapitänleutnant/Korvettenkapitän Otto Lietzmann: von März 1900 bis September 1900

30. März 1904 bis 17. Dezember 1918
- Korvettenkapitän Albertus Petruschky: von März 1904 bis September 1905
- Korvettenkapitän Ulrich Scheunemann: von Oktober 1905 bis November 1906
- Kapitänleutnant Kurt von Grumbkow: von Dezember 1906 bis März 1907 in Vertretung
- Korvettenkapitän Otto Meinardus: von März 1907 bis Oktober 1907
- Korvettenkapitän Walter Freiherr von Keyserlingk: von Oktober 1907 bis Oktober 1908
- Korvettenkapitän Paul Siewert: von Oktober 1908 bis September 1909

- Kapitänleutnant Heinrich Löhlein: von September 1909 bis September 1910
- Korvettenkapitän Rudolf Tietze: von September 1910 bis Oktober 1911
- Korvettenkapitän Wilhelm Bunnemann: von Oktober 1911 bis Oktober 1912
- Korvettenkapitän Georg Teichmann: von Oktober 1912 bis September 1913
- Korvettenkapitän Fritz Müller-Palm: von September 1913 bis September 1916
- Fregattenkapitän Fritz Schubart: von September 1916 bis Februar 1918
- Korvettenkapitän Ernst Hauck: von Februar 1918 bis Dezember 1918